# 月の大気

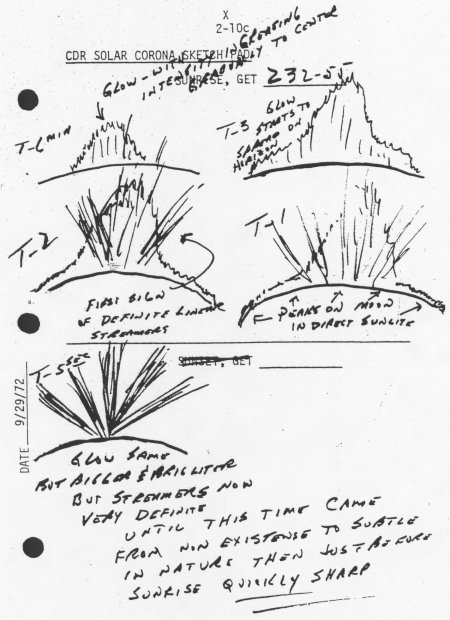
日の出と日の入りの時、アポロの乗組員の多くは光線を目撃した。このアポロ17号のスケッチは、月の薄い大気や塵による朝焼けや夕焼けを描いている。

月の大気(つきのたいき)は、ほとんどの実用用途に対しては、真空と考えられる。月近傍で地表より上に存在する原子や分子は「月の大気」と呼ばれるが、地球や太陽系のほとんどの惑星の周りのガスの外層と比べると無視できる程度であり、海面上の地球の大気の密度の100兆分の1以下に過ぎない。おおよそ3 × 10⁻¹⁵気圧程度を中心に上下し、 総重量は25トン程度である。

## 概要
月の大気の発生源の1つは、ガス放出であり、地殻やマントル中の放射性崩壊によってラドンやヘリウム等のガスが放出される。もう1つの発生源は、流星塵や太陽風等の月面への衝突であり、スパッタリングとして知られる。スパッタリングによって放出されるガスは、大気になる他、次のような経過をたどる。
- 月の重力によって、再びレゴリスに埋め込まれる。
- 粒子の上向きの速度が、月面の脱出速度2.38km/sよりも早ければ、月から逃げ出す。
- 太陽の放射圧や、ガスがイオン化していれば太陽風の磁場によって、宇宙に逃げだす。

## 組成
地球上からの分光学的観測で、ナトリウムとカリウムの元素が検出されており、ルナ・プロスペクターのアルファ線分光計により、ラドン222やポロニウム210の同位体の存在が推測されている。アルゴン40、ヘリウム4、酸素、メタン、窒素分子、一酸化炭素、二酸化炭素もアポロ計画の宇宙飛行士が設置した検出器から検出されている。
日中の月の大気中に存在する平均の原子の個数は、1cm3当たり、次のとおりである。
- アルゴン:40,000
- ヘリウム:2,000-40,000
- ナトリウム:70
- カリウム:17
- 水素:17以下

1cm3当たりの原子数は約80,000個になり、水星の大気よりも濃い。また、1cm3当たり陽子数個である太陽風よりもかなり高密度であるが、地球の大気と比べるとほとんど真空である。
実際に、月はしばしば大気を持たないと考えられ、放射はほとんど吸収せず、大気の層や循環はない。
また、月は静電浮上した塵の薄い「大気」を持つと考えられている。